# Spectrolebias brousseaui
Spectrolebias brousseaui es una especie de pez ciprinodontiforme anual integrante del género de rivulinos sudamericanos Spectrolebias. Habita en humedales temporarios en regiones tropicales del centro-oeste de América del Sur.

## Taxonomía
Fue descrita originalmente en el año 2013 por el ictiólogo Dalton Tavares Bressane Nielsen.
Holotipo
El holotipo designado es el catalogado como: MNKP 10162; se trata de un macho adulto el cual midió 28,4 mm. Fue colectado el 19 de abril de 2008 por R. D. Brousseau.
Paratipos
Los paratipos son: MZUSP 109219; un macho y una hembra, los que midieron 25,3 y 28,7 mm; y MNKP 10163, 3 hembras las que midieron entre 26,7 y 34,6 mm. La totalidad de los paratipos poseen la misma información de colecta que el tipo.
Localidad tipo
La localidad tipo referida es: “marisma en las coordenadas: 17°25′31″S 60°40′44″O / -17.42528, -60.67889, 47,5 kilómetros al norte de San José de Chiquitos, cerca del río San Pablo, un afluente del río Mamoré, departamento de Santa Cruz, Bolivia”.
Etimología
Etimológicamente el epíteto específico brousseaui es un epónimo que refiere al apellido de la persona a quien fue dedicada, Roger D. Brousseau, el descubridor de la especie.

## Características
El macho de Spectrolebias brousseaui se caracteriza por poseer un patrón cromático general azul oscuro que cubre los dos tercios posteriores del cuerpo, sobre el que se disponen manchas iridiscentes celestes brillantes alineadas en series verticales.
Se diferencia de todos los machos de las otras especies del género por la presencia de órganos de contacto en las escamas de los flancos en los machos (frente a la ausencia de órganos de contacto en los flancos en todas las restantes especies de Spectrolebias), por tener aletas pélvicas separadas por un espacio —frente a aletas pélvicas en contacto— (excepto S. filamentosus) y por presentar filamentos largos en la punta de las aletas dorsal y anal, las restantes especies carecen de filamentos, salvo S. chacoensis —que lo presenta solo en la aleta anal— y S. semiocellatus y S. inaequipinnatus —que lo poseen solo en la aleta dorsal—.

## Distribución y hábitat
Spectrolebias brousseaui es endémica del oeste del departamento de Santa Cruz, en el centro-sur de Bolivia, habitando en humedales temporarios del río San Pablo tributario de la cuenca del río Mamoré Superior, uno de los colectores de la cuenca del Amazonas.
Hábita justo al suroeste de Llanos de Mojos, en marismas de agua oscura, con pH 6,8 y dureza del agua de 80 ppm, ubicadas a una altitud de 316 m s. n. m.. La temperatura del agua en la superficie central era de 31 °C, mientras que a un metro de profundidad bajaba a 22 °C. En los bordes, donde la profundidad era de 15 cm, la temperatura del agua era de 35 °C.